# Attentat auf Shinzō Abe

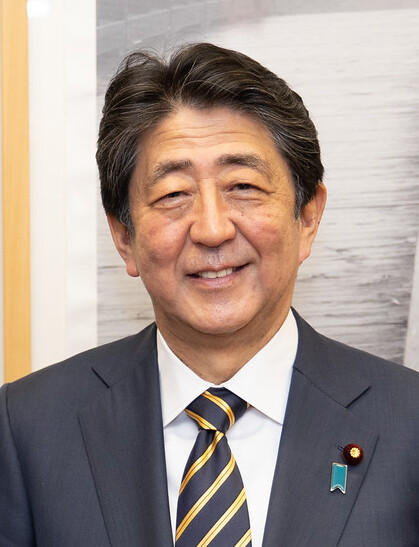
Shinzō Abe (2022)

Das Attentat auf Shinzō Abe am 8. Juli 2022 war ein Schusswaffenanschlag auf den früheren Premierminister Shinzō Abe in der Nähe des Bahnhofs Yamato-Saidaiji (jap. 大和西大寺駅) im westjapanischen Nara. 
Abe wurde während einer Wahlkampfrede für seine Liberaldemokratische Partei gegen 11:30 Uhr vom mutmaßlichen Attentäter Tetsuya Yamagami (jap. 山上 徹也 Yamagami Tetsuya) auf offener Straße mit einer selbst gebauten Schrotflinte angeschossen und erlag am Nachmittag desselben Tages seinen Verletzungen. Yamagami wurde noch vor Ort von der Polizei festgenommen und gestand wenige Stunden später die Tat. Er begründete sie mit den Verbindungen Abes zur umstrittenen, neureligiösen Vereinigungskirche, die Yamagamis Familie in den finanziellen Ruin getrieben habe, und befindet sich seit seiner Festnahme in Untersuchungshaft. Die Hauptverhandlung wird voraussichtlich am 28. Oktober 2025 beginnen.

## Hintergrund
Shinzō Abe (japanisch 安倍 晋三 Abe Shinzō) stammte aus einer Politiker-Dynastie, war Mitglied und zeitweise Vorsitzender der Liberaldemokratischen Partei (LDP) und von 2006 bis 2007 und von 2012 bis 2020 Premierminister. Damit war er insgesamt der am längsten regierende Premierminister der japanischen Geschichte.
Abe hatte seit Beginn seiner politischen Karriere gefordert, die pazifistische Nachkriegsverfassung Japans zu ändern. Als Mitglied der nationalistischen Lobbygruppe Nippon Kaigi führte Abe eine weitreichende Umgestaltung der japanischen Außen- und Verteidigungspolitik durch, indem er den pazifistischen Artikel 9 der japanischen Verfassung neu interpretierte, wodurch die japanischen Selbstverteidigungskräfte erstmals nach dem Zweiten Weltkrieg an Auslandseinsätzen teilnehmen konnten. Abe war ein Befürworter der Kernenergie, auch nach der Nuklearkatastrophe von Fukushima im März 2011.
Vor der Wahl zum Oberhaus 2022 betrieb Abe Wahlkampf zur Unterstützung eines LDP-Parteimitglieds. Die LDP konnte mit einem Wahlsieg rechnen, sie und ihr Koalitionspartner Kōmeitō lagen bereits vor dem Attentat in Umfragen vorne.
Ministerpräsident Fumio Kishida hielt trotz des Attentates am festgesetzten Termin für die Wahl zum Oberhaus fest. So fanden die Oberhauswahlen am 10. Juli 2022, zwei Tage nach dem Attentat auf Abe, statt. Die Regierungskoalition errang dabei eine Zwei-Drittel-Mehrheit. Die Wahlbeteiligung lag bei 52 Prozent.

## Attentat

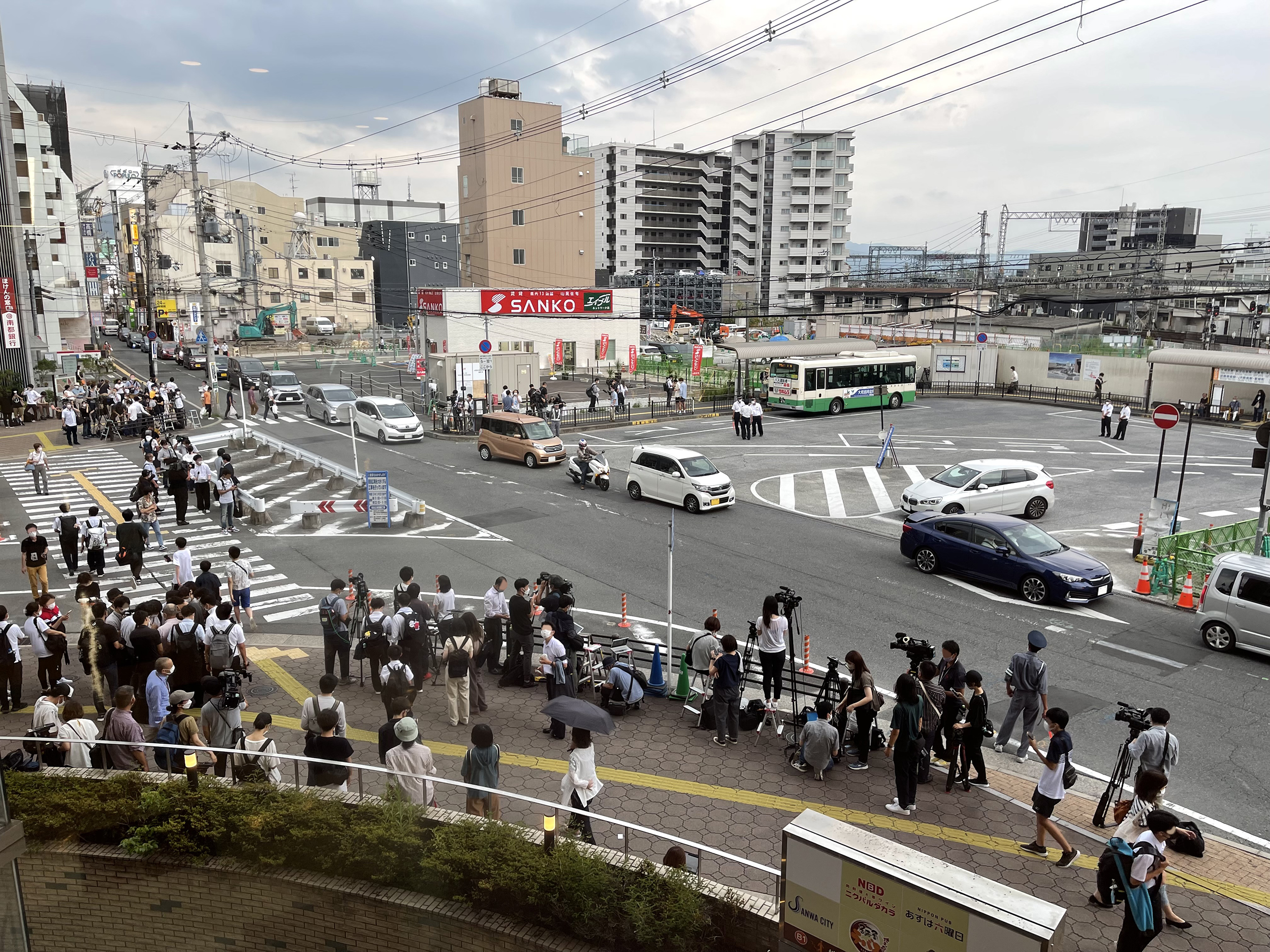
Ort des Attentats (aufgenommen am 8. Juli 2022 gegen 18 Uhr)

Am 8. Juli 2022 gegen 11:30 Uhr Ortszeit wurde Abe bei einem Wahlkampfauftritt in der Nähe des Yamato-Saidaiji-Bahnhofs in der alten Kaiserstadt Nara angeschossen. Der Attentäter schoss mit einer selbstgebauten Waffe, wobei er zwei Schüsse aus kurzer Distanz abgab und mindestens einer Abe von hinten traf. Zunächst war Abe noch bei Bewusstsein und ansprechbar. Später erlitt er nach Angaben eines Feuerwehrsprechers einen Herz- und Atemstillstand. Er wurde mit einem Helikopter in die Universitätsklinik Nara in Kashihara gebracht, bei der Ankunft zeigte er keine Lebenszeichen mehr.
Auf einer Pressekonferenz gegen 14:00 Uhr Ortszeit wurde erklärt, dass sich Abe in kritischem Zustand befinde und die Ärzte um sein Leben kämpften.
Um 17:03 Uhr Ortszeit wurde Abe für tot erklärt. Laut Polizeiangaben führte der hohe Blutverlust zum Tod. Ein Arzt des Krankenhauses sagte, mit einem Team von 20 Kollegen habe er vier Stunden erfolglos versucht, Abes Leben zu retten. Abe wurde 67 Jahre alt.

## Täter
Nach Angaben des Regierungssprechers Hirokazu Matsuno wurde der bis dahin polizeilich nicht bekannte Schütze Tetsuya Yamagami (山上 徹也 Yamagami Tetsuya) festgenommen. Bei Yamagami handelt es sich laut japanischen Medien um einen zum Tatzeitpunkt 41-jährigen erwerbslosen Japaner, der bis 2005 drei Jahre in den Maritimen Selbstverteidigungsstreitkräften gedient hatte und zuletzt in Nara lebte. Am Abend des Tattages wurde mitgeteilt, dass er die Tat gestanden habe.

### Tatwaffe
Für die Tat soll Yamagami eine etwa 40 Zentimeter lange, selbstgebaute Art doppelläufige Schrotflinte genutzt haben. Die Polizei durchsuchte laut NHK nach der Tat seine Wohnung und fand dabei möglicherweise explosive Stoffe sowie weitere Waffen. Der Besitz regulärer Schusswaffen ist für Privatpersonen in Japan an sehr strenge Auflagen gebunden.

### Motiv
Yamagami gestand in einer Vernehmung die Tat. Seine erste Befragung ergab, dass er Abe tötete, weil Abe seiner Auffassung zufolge eine bestimmte Organisation unterstützte. Yamagamis Mutter habe der Organisation das Geld der Familie gespendet, was die Familie in den Ruin getrieben habe. Er verneinte, aus Groll über Abes politische Positionen gehandelt zu haben. Ursprünglich habe er nicht Abe, sondern einen Anführer der neureligiösen Gruppe töten wollen. Yamagami plante ursprünglich offenbar einen Bombenanschlag. Während die Polizei und Japans staatstragende Medien den Namen der „religiösen Gruppe“ nicht nannten, brach das Magazin Gendai Business die selbstauferlegte Nachrichtensperre und berichtete aus Ermittlungskreisen, dass es sich um die umstrittene, christlich geprägte Vereinigungskirche des Koreaners Sun Myung Moon handele.
Japans große Zeitungen und TV-Sender benannten drei Tage lang den Namen der „religiösen Gruppe“ nicht. Dann gab der Präsident des japanischen Zweigs der Vereinigungskirche, Tomihiro Tanaka, am 11. Juli 2022 in einer Pressekonferenz in Tokio bekannt, dass Yamagamis Mutter Mitglied seiner Organisation gewesen sei. Die Mutter habe 2002 Privatinsolvenz angemeldet. Abe sei kein Mitglied gewesen, habe die Vereinigungskirche jedoch unterstützt. Erst dann nannten andere Medien den Namen der „religiösen Gruppe“.
Es wurde berichtet, der Attentäter habe der Polizei gesagt, dass er Abes Videobotschaft für die Vereinigungskirche gesehen und deshalb geglaubt habe, dass dieser der Kirche gegenüber freundlich gesinnt sei. Seine Mutter schloss sich 1998 der Vereinigungskirche an, im Juni 1999 verkaufte sie zusätzlich zu dem von Yamagamis Großvater geerbten Grundbesitz der Familie das Einfamilienhaus in Nara, in dem sie mit ihren drei Kindern lebte, und spendete rund 100 Millionen Yen (ca. 730.000 Euro) an die Vereinigungskirche. Sie verkaufte das Land ihrer Verwandten ohne deren Zustimmung. In der Folge konnte Yamagami trotz seines Abschlusses an einer angesehenen Oberschule, aufgrund der prekären finanziellen Situation seiner Familie, sein Universitätsstudium nicht aufnehmen. Als sein Bruder an Krebs erkrankte, konnte sich die Familie keine Behandlung leisten. Er beging Suizid.

#### Abes Auftritte für die Vereinigungskirche
Die vom Attentäter genannte Videobotschaft Abes für die Vereinigungskirche fand am 11. September 2021 statt. Abe war bei Veranstaltungen der Vereinigungskirche als bezahlter Redner aufgetreten, zuletzt anlässlich einer virtuellen Rally of Hope, veranstaltet von der Universal Peace Federation (UPF), einer Frontorganisation der Vereinigungskirche, bei der auch der ehemalige US-Präsident Donald Trump auftrat. Abe ehrte in seiner Rede Moons Witwe Hak-ja Han-Moon, die nach dem Tod ihres Mannes die Kontrolle über das Vermögen der Moon-Sekte übernommen hatte, und drückte seinen tiefen Dank für die „unermüdlichen Bemühungen der Vereinigungskirche zur Lösung von Konflikten in der Welt“ aus.

#### Verbindungen der LDP und der Familie Abe mit der Vereinigungskirche
Die LDP stellte seit dem Zweiten Weltkrieg mit nur zwei kurzen Unterbrechungen die Regierung, auch in Zeiten ohne Mehrheit im Parlament dominierte sie das politische Geschehen. Abes Familie war mehr als 60 Jahre mit der Vereinigungskirche verbunden. Nach dem Zweiten Weltkrieg sah Abes Großvater, Nobusuke Kishi (1896–1987; 1956–57 Außenminister; 1957–60 Ministerpräsident; setzte 1960 den japanisch-amerikanischen Sicherheitsvertrag durch) in ihr einen aufgrund ihrer auf militantem Antikommunismus beruhenden Ideologie einen Verbündeten im Kampf gegen den Kommunismus (Red Purge) und förderte ihren Ausbau in Japan. Kishi war öffentlich als Freund von Sun Myung Moon bekannt. Die Verbindung von Kishi und Ryōichi Sasakawa zu Moon wurde durch die LDP und verbündete Fraktionen ausgeweitet. In einem 2001 von Richard J. Samuels (Japanologe am MIT) veröffentlichten Forschungsbericht heißt es, dass die Vereinigungskirche „ihren Hauptsitz in Japan auf einem Grundstück in Tokio errichtet hat, das einst Kishi gehörte“. In der Folgezeit gewann die Vereinigungskirche in Japan stark an Einfluss und legte damit den Grundstein für den Vorstoß in die Vereinigten Staaten und ihre spätere Verankerung dort.
Abes Vater, Shintaro Abe (1924–1991; Kishis Privatsekretär, LDP-Unterhausabgeordneter, Außenminister, Parteivorstand der LDP), war bei seinen Wahlkampagnen auf die Unterstützung von Mitgliedern der Vereinigungskirche angewiesen, nahm an den Festen der Sekte teil und drängte andere LDP-Vertreter, ihre „Seminare“ zu besuchen. Bei der Unterhauswahl 1990 gab die Vereinigungskirche bekannt, dass sie mehr als 100 Mitgliedern des Parlaments finanzielle Unterstützung und Wahlkampfspenden gewährt habe. Die linksliberale Tageszeitung Nikkan Gendai ging so weit, das gesamte neue Kabinett nach Abes einschneidender Kabinettsumbildung 2019 eine „Sekte“ zu nennen. Zwölf der hochrangigen Mitglieder der Regierung waren mit der Vereinigungskirche verbunden, darunter sechs der 13 neuen Minister. Einige von diesen arbeiteten im Auftrag der International Association of Parliamentarians for Peace, ein Projekt, das unter anderem darauf abzielt, die Vereinigungskirche in verschiedenen Ländern, darunter auch Japan, zur Staatsreligion zu machen. Akihiko Kurokawa, Generalsekretär der NHK-Partei, sagte in einer Fernsehsendung im Juni 2022, die Vereinigungskirche sei eine „antijapanische Sekte“, und machte Abes Großvater Kishi für den ersten Schritt der Kirche nach Japan 1958 verantwortlich. In Moons Theologie ist Korea das Adam-Land, die Heimat einer Herrenrasse, die dazu bestimmt ist, die Welt zu beherrschen. Japan ist das Eva-Land und Korea untergeordnet. Eva habe eine sexuelle Beziehung mit Satan gehabt, wodurch die Menschheit in Ungnade gefallen sei (Erbsünde).

## Reaktionen
Der japanische Premierminister Fumio Kishida brach den Wahlkampf ab und ordnete die Einsetzung eines Krisenstabes an. Kishida, der sich in der Präfektur Yamagata für eine Wahlkampfveranstaltung aufgehalten hatte, kehrte nach Tokio zurück und rief auch sämtliche Mitglieder seines Kabinetts zurück in die Hauptstadt. Nur Außenminister Yoshimasa Hayashi blieb für den kommenden G20-Gipfel auf Bali.
Die Nachricht des Angriffs und die spätere Nachricht des Todes lösten Bekundungen der Anteilnahme zahlreicher Diplomaten und Staats- und Regierungschefs aus. Der indische Premierminister Narendra Modi kündigte einen Tag der Nationaltrauer für sein Land am 9. Juli 2022 an. Die indischen Flaggen wurden auf halbmast gesetzt. Der Premierminister von Singapur, Lee Hsien Loong, verurteilte das Attentat als „sinnlose Gewalt“ und kondolierte Abes Familie. Der Sprecher des chinesischen Außenministeriums, Zhao Lijian, sagte, die Tat sei schockierend und dürfe keine negativen Auswirkungen auf die japanisch-chinesischen Beziehungen haben. Der deutsche Bundeskanzler Olaf Scholz (SPD) sagte, Abes Tod mache ihn traurig und betroffen. US-Präsident Joe Biden bezeichnete Abe als „stolzen Diener des japanischen Volkes und treuen Freund der Vereinigten Staaten“ und ordnete an, die amerikanischen Flaggen bis 10. Juli auf halbmast zu setzen.
US-Außenminister Antony Blinken kündigte am 10. Juli 2022 an, er werde Japan einen außerplanmäßigen Besuch abstatten. Er wolle bei einem Treffen mit Regierungsvertretern in Tokio persönlich „sein Beileid aussprechen“.
Japan verlieh Abe am 8. Juli 2022 posthum mit dem Chrysanthemenorden mit Ordenskette und dem Großkreuz die höchsten Auszeichnungen des Landes.
Am 17. Oktober 2022 kündigte die japanische Regierung an, die Praktiken der Vereinigungskirche zu untersuchen.

## Folgen
Als Reaktion auf die Tat kündigte die nationale Polizeibehörde Keisatsu-chō an, das Sicherheitsprotokoll für prominente Persönlichkeiten auf mögliche Mängel überprüfen zu wollen. Unter anderem soll geklärt werden, wieso das Attentat durch das Sicherheitspersonal vor Ort nicht verhindert werden konnte.

## Beisetzung

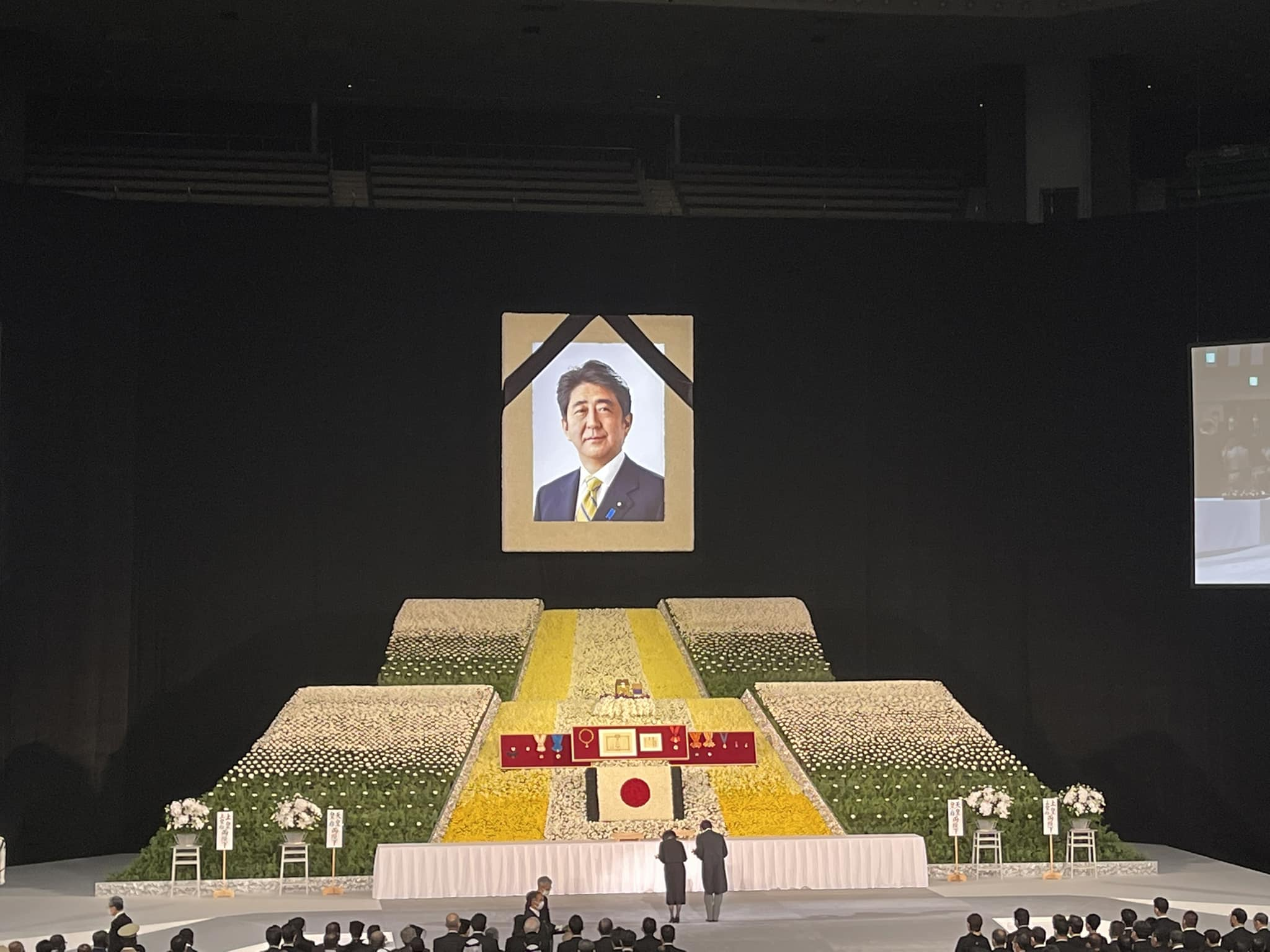
Staatsbegräbnis von Shinzo Abe

Am 12. Juli, vier Tage nach seinem Tod, wurde Abe beigesetzt. Eine private Trauerfeier fand im Zōjō-ji-Tempel in Tokio statt. Anschließend wurde der Sarg in einer Prozession durch die Straßen Tokios gefahren. Eine öffentliche Trauerfeier fand am 27. September statt. Dabei erwiesen ihm Gäste aus der ganzen Welt, darunter US-Vizepräsidentin Kamala Harris und der ehemalige deutsche Bundespräsident Christian Wulff, die letzte Ehre.